# Agylla auranticaria
Agylla auranticaria är en fjärilsart som beskrevs av William Schaus 1905. Agylla auranticaria ingår i släktet Agylla och familjen björnspinnare. Inga underarter finns listade i Catalogue of Life.